# Кайя (род)
Кайя  (лат. Khaya) — род деревьев семейства Мелиевые (Meliaceae). Древесину хайи называют африканским красным деревом, она особенно ценится как замена махагони (древесины деревьев рода Свитения того же семейства).

## Ботаническое описание
Виды этого рода произрастают в тропической Африке и на Мадагаскаре. Все виды достигают 30—35 м в высоту, изредка до 45 м. Диаметр ствола — более 1 м, часто утолщённый у основания.
Листья перистые, с 4—6 парами листочков, терминальный листочек отсутствует; каждый листочек длиной 10—15 см резко округлён к вершине, но часто с заострённым кончиком. Листья могут быть опадающими или вечнозелёными в зависимости от вида. Цветы находятся в рыхлых соцветиях, цветок небольшой, с четырьмя или пятью желтоватыми лепестками и десятью тычинками. Плод представляет собой шаровидную четырёх- или пятиклапанную коробочку диаметром 5—8 см, содержащую многочисленные крылатые семена.

## Применение
Древесина хайи называется «африканское красное дерево», свойства которого обычно считаются наиболее близкими к подлинному красному дереву махагони.
Хайя сенегальская также известная как «красное дерево сухой зоны Африки» или мубаба на языке шона, также используется для его травянистых частей. В Западной Африке пастухи-фульбе подрезают дерево в сухой сезон, чтобы накормить скот. Кроме того, кору K. senegalensis собирают из природных популяций, а также с плантаций и используют для лечения многих заболеваний. В семенах K. senegalensis содержание масла достигает 52,5%, которое состоит из 65% олеиновой кислоты, 21% пальмитиновой кислоты и 10% стеариновой кислоты.
Прочная красновато-коричневая древесина K. anthotheca используется для изготовления лодок-долблёнок, или мокорос. Она также применяется для балок, дверных рам и стеллажей, которые устойчивы к термитам и насекомым-сверлильщикам.

### Виды
- Khaya anthotheca (Welw.) C.DC. (K. nyasica)
- Khaya grandifoliola C.DC. — Хайя крупнолистная
- Khaya ivorensis A. Chev.
- Khaya madagascariensis Jum. & Perr.
- Khaya senegalensis (Desr.) A.Juss. — Хайя сенегальская